# Estación de Au (Zúrich)
La estación de Au es una estación ferroviaria de la localidad de Au, perteneciente a la comuna suiza de Wädenswil, en el Cantón de Zúrich.

## Historia y ubicación
La estación se encuentra ubicada en el norte de la localidad de Au, al noroeste de la comuna de Wädenswil. Fue inaugurada en 1875 con la apertura de la línea férrea que recorre la margen izquierda del Lago de Zúrich, Zúrich - Pfäffikon SZ - Ziegelbrücke/Näfels-Mollis por parte del Schweizerischen Nordostbahn (NOB). Cuenta con un único andén central, al que acceden dos vías, a las que hay que sumar otras dos vías pasantes, varias vías muertas. Actualmente cuenta con un edificio moderno que reemplazó al original que databa de  1875.
En términos ferroviarios, la estación se sitúa en la línea Zúrich - Pfäffikon SZ - Ziegelbrücke, conocida como la línea de la margen izquierda del Lago de Zúrich. Sus dependencias ferroviarias colaterales son la estación de Horgen hacia Zúrich y la Estación de Wädenswil en dirección Ziegelbrücke.

## Servicios ferroviarios
Los servicios ferroviarios de esta estación están prestados por SBB-CFF-FFS:

### S-Bahn Zúrich
La estación está integrada dentro de la red de trenes de cercanías S-Bahn Zúrich, y en la que efectúan parada los trenes de una línea perteneciente a S-Bahn Zúrich:
- S 8 Weinfelden – Winterthur – Wallisellen – Zúrich HB – Thalwil – Pfäffikon SZ
- S N8 Zúrich HB – Pfäffikon SZ – Lachen